# Чачалака східна
Чачалака східна (Ortalis vetula) — вид куроподібних птахів родини краксових (Cracidae).

## Поширення
Вид поширений на півдні Техасу, вздовж східного узбережжя Мексики, в Гватемалі, Белізі, Гондурасі, на півночі Нікарагуа, а також є ізольована популяція на півострові Нікоя на північному заході Коста-Рики. Мешкає в сухих і вологі лісах, особливо там, де вони перемежовуються з чагарниками і саванами.

## Опис
Великий птах, завдовжки від 50 до 56 см і вагою від 430 до 800 г. Голова і шия темно-сірі або чорнуваті. Оперення на спині і крилах оливково-коричневе. Довгий хвіст чорно-зеленого кольору з білим кінчиком. Має руді або червонуваті пір'я біля основи хвоста, на крупі, на верхній частині ніг і на кінчиках крил. Дзьоб чорний.

## Спосіб життя
Живе на деревах групами до 15 птахів. Годується плодами, насінням та листям дерев, лише зрідка можуть спускатися на землю. Гніздяться на деревах і відкладають до 4 яєць, які самиця насиджує 25 днів.

## Підвиди
Включає п'ять підвидів:
- O. v. deschauenseei Bond, 1936 — острів Утіла біля Гондурасу.
- O. v. mccallii Baird, 1858 — крайній південь Техасу у Сполучених Штатах до північний Веракрусу у Мексиці
- O. v. intermedia Peters, 1913 — південний Юкатан (Мексика), Беліз та Гватемала
- O. v. pallidiventris Ridgway, 1887 — північ півострова Юкатан
- O. v. vetula (Wagler, 1830) — від штату Веракрус в Мексиці до північного заходу Коста-Рики.